# Crèvecœur (Jura)
Pour les articles homonymes, voir Crèvecœur.
Crèvecœur est une ancienne commune française, située dans le département du Jura rattachée en 1794  à l'ancienne commune d'Orbagna, rattachée à son tour à la commune nouvelle de Beaufort-Orbagna en 2019.

## Géographie
Crèvecœur est aujourd'hui un village situé sur les hauteurs au sud-est (le Grand Rocher) d'Orbagna, à environ 370 m.

## Toponymie
Crèvecœur est de nos jours orthographié Crève-Cœur (IGN, usage local).

Crève-cœur avait en ancien français le même sens qu'en français moderne et semble marquer le dépit des paysans face à une terre jugée inculte,.

## Histoire
Sur le terroir de Crèvecœur était établi un château, aujourd'hui disparu, siège d'une seigneurie qui s'étendait sur Orbagna, Vercia, Paisia et la combe de Rotalier. Les seigneurs de Crèvecœur étaient en rivalité avec ceux de Beaufort, dont le château et le domaine se trouvaient au sud-ouest, séparés par un ravin. Au XVIIIe siècle, ces deux terres appartiennent au même seigneur, Philippe de Laurencin, d'une famille d'origine lyonnaise, et sont érigées en comté en sa faveur, en avril 1742.